# چک ابرو سفید
چک ابرو سفید (نام علمی: Saxicola macrorhynchus) پرنده‌ای از سردهٔ چک در تیرهٔ مگس‌گیران در راستهٔ گنجشک‌سانان است. این پرنده در کویر زندگی می‌کند و به دلیل شرایط جغرافیایی زیستگاهش، کم‌جمعیت و از گونه‌های آسیب‌پذیر است.
این پرنده در شمال غربی هند و شرق پاکستان یافت می‌شود.

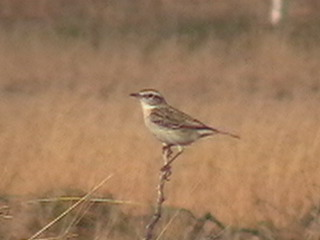
چک ابرو سفید، هند